# Juho Jaakonaho
Johannes „Juho“ Jaakonaho (* 1. September 1882 in Haapajärvi; † 21. Januar 1964 ebenda) war ein finnischer Radrennfahrer.
Juho Jaakonaho war von Beruf Landwirt und Skischreiner. Er betrieb Rad- und Skisport. Er fuhr von 1910 bis 1931 Radrennen und war in dieser Zeit der beherrschende Radsportler seines Landes. Er wurde 22-mal finnischer Meister, auf der Straße – im Straßenrennen wie im Einzelzeitfahren – sowie auf der Bahn im Sprint und im Scratch. Seinen letzten nationalen Titel errang er 1931 im Alter von 49 Jahren. Er stellte zudem zehn nationale Rekorde auf.
1912 startete Jaakonaha bei den Olympischen Spielen in Stockholm. Das olympische Straßenrennen rund um den Mälarsee konnte er aber wegen eines Defekts an seinem Rad nicht beenden. Dies deprimierte ihn so sehr, dass er anschließend mehrere Jahre lang keine Rennen fuhr.
Juho Jaakonaha war Landwirt, ein renommierter Skischreiner und fuhr auch selbst erfolgreich Ski. Zudem war er wegen seiner außerordentlichen körperlichen Stärke bekannt; mit 18 Jahren hob er eine Last von 136 Kilogramm und wenige Jahre später trug er vier Männer auf seinen Schultern. Für die Ski-Firma Lampinen stellte er im Laufe seines Lebens rund 40.000 Paar Skier her. Von ihm produzierte Skier sowie Räder und Trophäen von ihm sind im Museum seines Heimatortes Haapajärvi ausgestellt.